# Асарак
В гръцката митология, Асарак (на старогръцки: Ἀσσάρακος) е легендарен владетел на Дардания, втори син цар Трос. Има двама братя: по-малкият е Ганимед, а по-големият е Ил. Още докато бил жив баща им Трос, Ганимед е отвлечен от олимпийския орел. След изграждането на новата си крепост Илиум в Троада, за която се смята, че е Илион - Троя, Ил се оттегля от дарданския престол в полза на брат си Асарак. Цар Асарак се оженва за наядата Йеромнема, дъщеря на речното божество Симоис. Други твърдят, че бил женен за Клитодора, дъщеря на Лаомедон. Асарак и Йеромнема раждат Капис, дядо на героя Еней - митичен прародител на Ромул и Рем, основали град Рим. С името на Асарак се свързва основаването на град Асара в древна малоазийска Мигдония..